# Fantasietta (Poot)
Fantasietta is een compositie voor harmonieorkest of fanfare van de Belgische componist en lid van de componisten groep De Synthetisten Marcel Poot uit 1968. Het stuk is opgedragen aan het Koninklijk Muziekverbond van België bij gelegenheid van haar 25 jaar bestaan.